# Festival de Cinema de Cracòvia
El Festival de cinema de Cracòvia (polonès: Krakowski Festiwal Filmowy) és un dels esdeveniments més antics d'Europa dedicat al documental, animació i l altres pel·lícules en forma de curtmetratges. Ha estat organitzat cada any des de 1961. El president artístic del festival és Krzysztof Gierat.

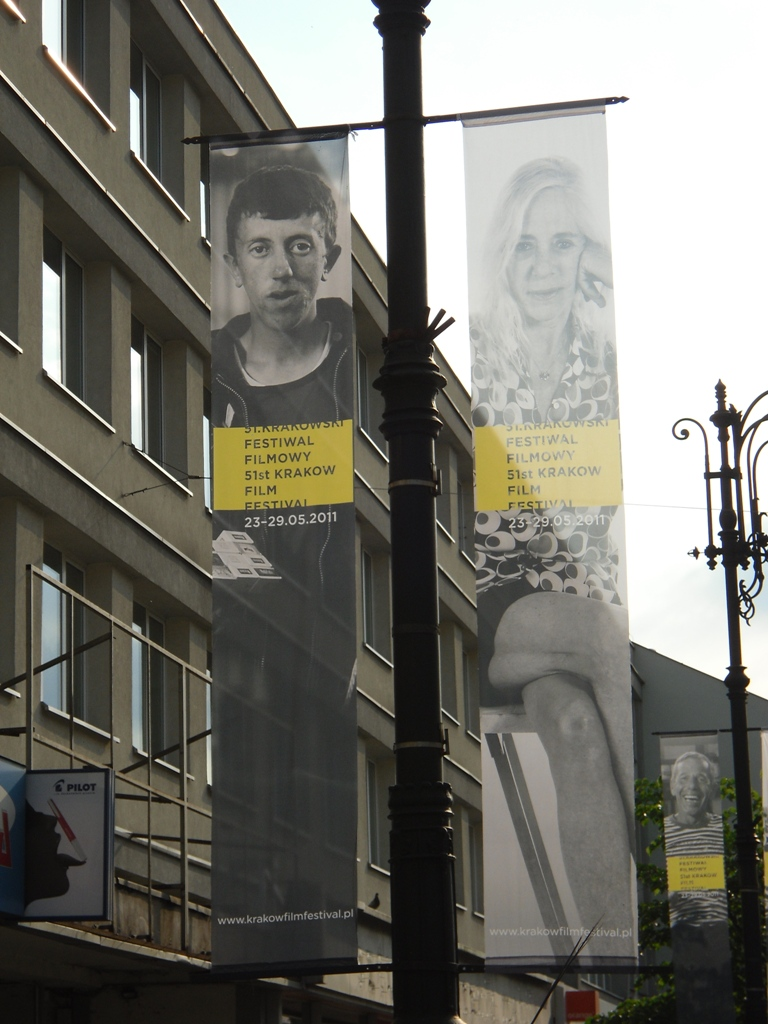

Va ser a Cracòvia on cineastes polonesos com Krzysztof Kieślowski, Wojciech Wiszniewski, Bogdan Dziworski i Marcel Łoziński va començar la seva carrera. També va ser aquí on els directors de pel·lícules d'animació, com ara Ryszard Czekała, Jerzy Kucia, Julian Antonisz (Antoniszczak), Piotr Dumała, i Zbigniew Rybczyński, guanyador de l'Oscar al millor curtmetratge d'animació per la pel·lícula Tango, van fer el seu debut.

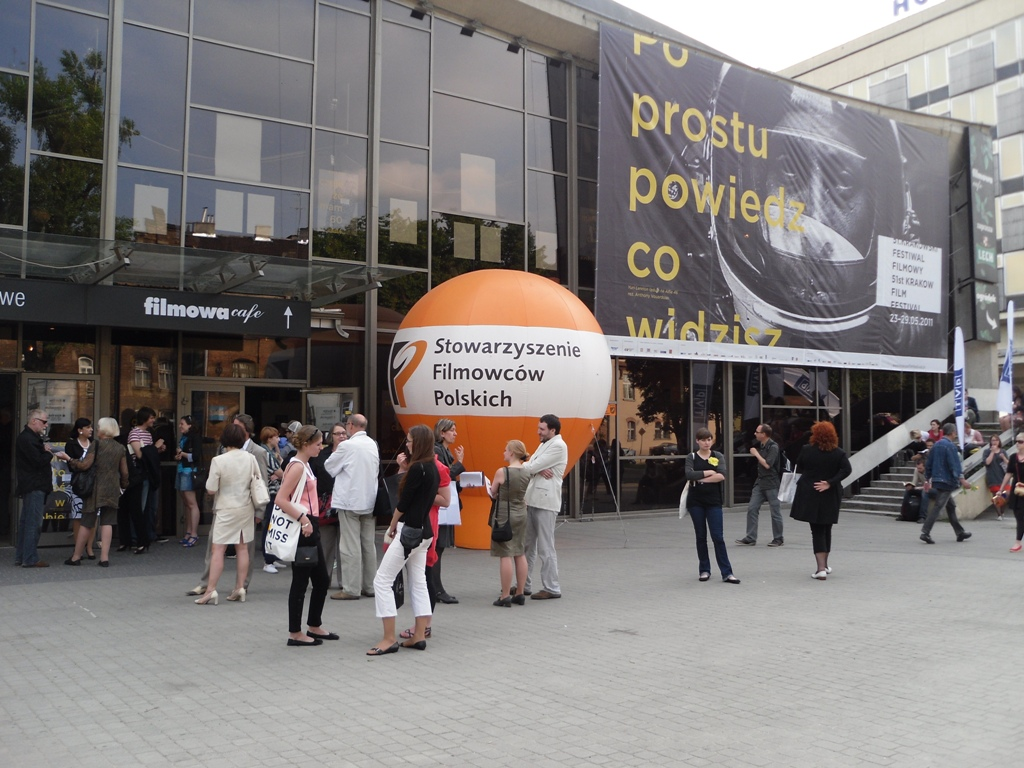

No obstant això, documentalistes i cineastes d'animació tan reconeguts no van ser els únics que van participar i guanyar premis a Cracòvia, ja que els premiats del festival internacional també van incloure nombrosos artistes que es van fer nom com a directors de llargmetratges: Pier Paolo Pasolini, Werner Herzog, Zoltán Huszárik, Jaromil Jireš, Claude Lelouch, Patrice Leconte, Mike Leigh i el recentment premiat amb el Premi Oscar Jan Svěrák.

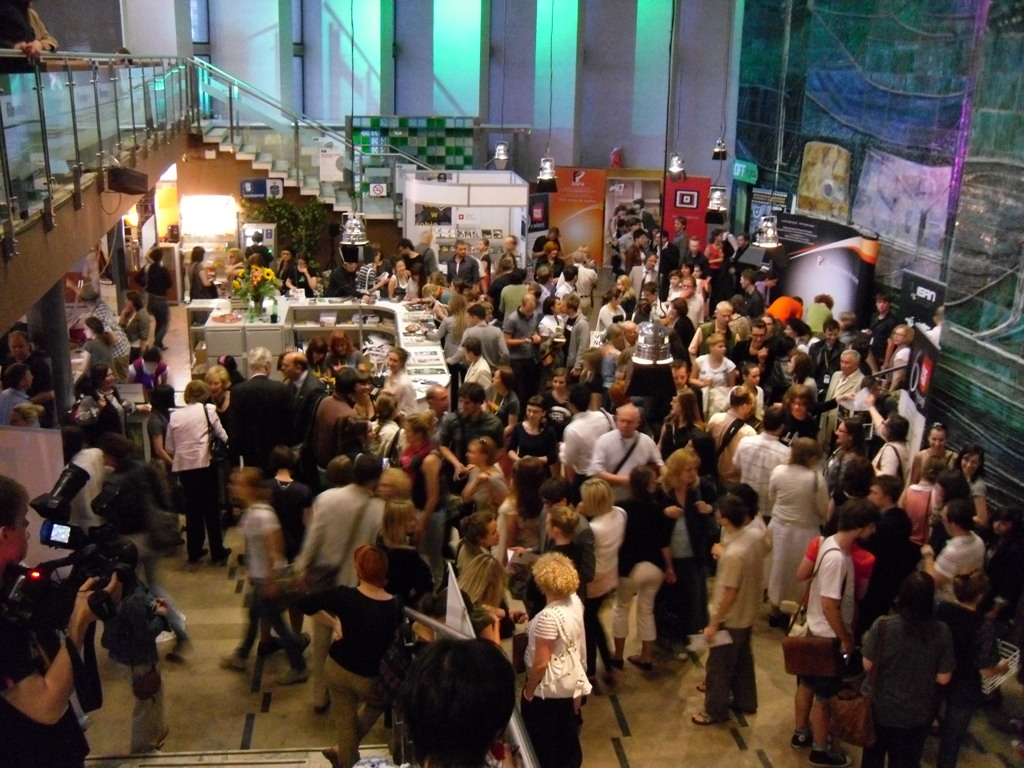

## Premis
- Banya d'or (Złoty Róg) – Gran Premi de llargmetratge documental
- Banya d'argent (Srebrny Róg) – Premi al Mèrit Artístic Excepcional
- Drac d'or (Złoty Smok) - Gran Premi de la competició internacional
- Drac de plata (Srebrny Smok) - atorgat per separat per a documentals, animació i ficció
- Cavall d'or (Złoty Lajkonik) - Gran Premi Nacional
- Cavall de plata (Srebrny Lajkonik) - atorgat per separat per a documentals, animació i ficció
- Drac de dracs (Smok Smoków) premi atorgat a personalitats per tota la seva obra (atorgat des de 1998)

## Guardonat amb el premi Drac de Dracs (Smok Smoków)
- 1998 – Bohdan Kosiński
- 1999 – Jan Lenica
- 2000 – Raymond Depardon
- 2001 – Jan Švankmajer
- 2002 – Werner Herzog
- 2003 – Stephen i Timothy Quay
- 2004 – Albert Maysles
- 2005 – Jurij Norsztejn
- 2006 – Kazimierz Karabasz
- 2007 – Raoul Servais
- 2008 – Allan King
- 2009 – Jerzy Kucia
- 2010 – Jonas Mekas
- 2011 – Piotr Kamler
- 2012 – Helena Třeštíková
- 2013 – Paul Driessen
- 2014 – Bogdan Dziworski
- 2015 – Priit Pärn[4]
- 2016 – Marcel Łoziński
- 2017 – Witold Giersz i Daniel Szczechura[5]
- 2018 – Serguí Loznítsia[6]
- 2019 – Caroline Leaf
- 2020 – Péter Forgács
- 2021 – Piotr Dumała[7]
- 2022 – Jarmo Jääskeläinen[8]
- 2023 – Michael Dudok de Wit[9]